# 和泉守兼定
和泉守兼定（いずみのかみ かねさだ）は、日本刀の銘および刀工の名称。室町時代に美濃国関（現岐阜県関市）で活動した和泉守兼定（之定）が著名であるが、同名の刀工は江戸時代末期に会津藩で活動した和泉守兼定（会津兼定）も知られている。

## 歴史
美濃国の刀工に著名工が輩出するのは南北朝時代以降である。室町時代には備前国と美濃国が刀剣の二大生産地とされるが、新刀期（慶長以降を指す）には備前伝が衰退していったのに対し、美濃伝系統の鍛冶は各地で活動しており、新刀期の刀剣の作風に大きな影響を与えている。美濃の関鍛冶は南北朝時代の金重に始まると伝える。関を含め、美濃の刀工には、兼氏、兼元など「兼」の字を冠する名を持つ刀工が多い。兼定は同銘の刀工が複数存在するが、初代（通称「親兼定」）、2代（和泉守を受領し和泉守兼定と銘する通称「之定」）、3代（通称「疋定」(ひきさだ)）の評価が高い。特に2代の通称「之定」はこの時代の美濃国では随一の刀匠といわれ有名である。
初代兼定については、かつてはその作刀が明確でなく、「之定」が事実上の初代とみなされていたが、享徳二二年（享徳四年・1455年）二月日の年紀を有し、「濃州関住人兼定」と銘する太刀が発見され、これが初代に該当するものとされている。

## 歴代兼定
- 関兼定

1. 初代（親兼定）
2. 二代（之定、和泉守兼定）
3. 三代（疋定）

- 会津兼定（古川兼定家）

1. 初代（孫四郎兼定。父の清右衛門を初代とする説もあり）
2. 二代（孫一郎兼定）
3. 三代（孫左衛門兼定）
4. 四代（入道兼定）
5. 五代（数右衛門兼定）
6. 六代（近江兼定）
7. 七代（治太夫兼定）
8. 八代（近江兼定）
9. 九代（与惣右衛門兼定）
10. 十代（業蔵兼定、近江兼氏）
11. 十一代（友弥兼元、和泉守兼定）

## 和泉守兼定 (之定)

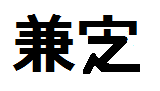
2代兼定の銘字。2代兼定は明応8年から同9年の間に銘字を変えている。「定」字を初期は「定」に作るが、後にはウ冠の下に「之」を記したため、通称「之定」（のさだ）と言われる。「兼」字のタガネ使いにも特色がある（上の画像の「兼」とは字体が異なる）。

生没年不詳。「定」のウ冠の下が之に見えることから「之定（のさだ）」の通称でも知られる。室町時代後期で美濃国関で活動し、同時代同地域の名匠である孫六兼元と人気を二分する。江戸時代には「千両兼定」といわれた。永正元年（1504年）に法華経第二十五普門品（観音経）を出版（この経文は後にアーネスト・サトウが入手し、現在は大英博物館の図書部門所蔵）甲州出身で美濃に来て初代兼定の門人になる、後に養子になる。その刀は切れ味よく、最上大業物にランクされている。
その作刀期間はかつては明応2年（1493年）紀の作刀を最古とし、同年から大永6年（1526年）頃までと推定されていたが、『室町期美濃刀工の研究』（鈴木・杉浦、2006）は、文明二二年（文明四年・1472年）銘の平脇指を紹介し、これを2代兼定の最古作とみなしている。
永正5年（1508年）紀の脇差の銘には「和泉守」の文字がないが、同8年（1511年）紀の刀には「和泉守」と銘することから、この間に和泉守を受領したと推定される。
受領の背景には伊勢の神宮における派閥争いにおいて刀剣を鍛え供したことの恩賞と考えられている。現地（山田）にて鍛えた旨が刻銘された遺作が現存する。佐野美術館蔵の永正14年（1517年）紀の刀の銘には「石破渋谷木工頭明秀」「伊勢山田是作」とあり、伊勢の御師渋谷明秀からの注文で打った作であることがわかる。伊勢で駐槌したことから村正との交流もあり、村正から秘伝を受けている。二代兼定は「定」の字をウ冠の下に「之」で切ることが多いことから、刀剣界では二代兼定を「之定」（ノサダ）と呼び習わされている。これに対して3代目兼定は銘の「定」字を「疋」と切ることから「疋定」（ひきさだ）と呼ばれ区別されている。2代兼定の作刀でも初期作の銘字は常用漢字体と同じ「定」となっている。「之定」銘を切る最古の作刀としては、明応9年（1500年）紀の脇指が紹介されている。一方、明応8年（1499年）紀の刀は「定」を常用漢字体に作るので、この間（明応8 - 9年）に銘の字体を変えたことがわかる。「兼」字は、第1画を「ノ」のように打った後、第2・3画は短い点を2つ、同一線上に打ち、字の下部は「よつてん」とする手癖がある。

### 作風
刀剣鑑定家・研究者である本阿弥光遜によると和泉守兼定の作風は、
とされる。
本阿弥光遜の言うように兼定の作風は幅が広く、刃文は匂勝ちで匂口沈むもの、匂口締り小沸つくものなどさまざまである。相州伝、備前伝のもののほか、板目の流れた鍛えに直刃調の刃文を焼いた大和風の作もあるが、直刃調であってもどこかに互の目が交じる。帽子は返りの長いもの、一枚風となるものもあるが、おおむね小丸に返る。地鉄が白け気味となるのもこの工の特色である。茎仕立は先を栗尻とし、鑢目は鷹の羽とするのが原則である。

### エピソード
永正元年（1504年）に法華経第二十五普門品（観音経）を出版し鍛冶業以外に宗教活動も行っていた。ただし、悪筆であった。（この経文は後にアーネスト・サトウが入手し、現在は大英博物館の図書部門に所蔵されている。）
- 森長可は愛用のノサダの十文字大槍に「人間無骨」と彫りを入れていた[3]。

### 之定（ノサダ）を所持した武将
武田信虎、津田信澄、柴田勝家、明智光秀、池田勝入斎、細川幽斎、細川忠興、黒田長政、森長可などが愛用し、また島津家にも「之定」の名刀が伝わっていたとされる。号を持つ物としては、忠興の歌仙兼定などがある。
なお、幕末に新選組副長土方歳三が用いた刀は会津兼定であり、之定ではない。